# Célia Machado
Célia Rosita Machado, mais conhecida como Célia Machado (Parati, 27 de agosto de 1910 - 5 de outubro de 2005), atriz, cantora e dançarina brasileira, Destaque no Teatro das Mascaras por sua grande atuação e interesse pela carreira artistica, seus sucessos foram grandes nas peças de comedia pois fazia todo mundo rir com suas piadas, foi a segunda notoria nas participações cinematograficas brasileira na década de 1950 e 1960 perdendo apenas para Dercy Gonçalves.

## Bioagrafia
Descendente de uma familia de classe baixa no estado do Rio de Janeiro, Parati, registrada no mesmo ano em que nasceu, 1910, com muito esforço foi uma das primeiras pessoas de baixa classe a ser registrada no mesmo em que nasceu.
Filha de um vendendor de peixe, João Machado, e da empregada domestica, Adelaide Machado. Sua Mãe morreu após o parto do filho que tambem nasceu morto, Célia depois de perder sua mãe, quem mais lhe apoiava em seu sonho de se tornar atriz, sofreu nas mãos de seu pai que a batia muito quando chegava em casa bêbado todas as noites. Não demorou muito para o seu pai morrer de cirrose, logo Célia estava sozinha e sem ninguem continuou morando sozinha na casa de seus pais ate concluir seus estudos em escola de estrutura pessima. Com dezessete anos quando havia concluido seus estudos foi trabalhar no cabaré como prostituta para ganhar dinheiro para se mudar para a cidade do Rio de Janeiro. Quando estava com dinheiro suficiente se mudou para a cidade grande e entrou, largando o trabalho sujo, entrou para um grupo de teatro que tinha seu proprio teatro na cidade, Teatro das Mascaras. Célia fez 12 peças teatrais e também fez números de danças para abrir peças teatrais e também fazia shows, cantando musicas compostas por si mesmas, logo depois de alguns meses o diretor Emanuel Soares do Hairstily foi até o Teatro das Mascaras o convidou Célia para o fazer seriado Variedades com Célia. Célia aceitou o convite e produtor de canal se interessou cada vez mais por ela e foi fazendo outros programas. Um ano depois Célia namorou um rapaz cujo nome era Sebastião, um rapaz que amava e estudar e nunca teve nada com a policia, o namoro dos dois não durou muito por razões da carreira Célia. Célia descobriu que esta grávida, meses se passam e o filho de Célia nasce mas ela não podia cuidar então mandou o menino para um centro de adoção com muito sofrimento Célia fez isso, anos se passam e o garoto cresce ainda no centro de adoções porque não havia sido adotado, a dona do centro explicou pro garoto que Célia Machado era sua mãe biológica no começo ele não mas logo em seguida caiu sua ficha ele ficou sem entender por que ela fez isso mas ele foi procura-la, Célia já não mais se lembrava que tinha um filho, e quando estava a ponto de descobrir o menino morreu atropelado pelo um caminhão, Célia não pensava que seu filho havia morrido mas sentia muita falta dele. Os anos se passaram e Célia já não tinha mais ninguem da sua familia consigo, quando havia completado 50 anos  ganhou o premio de Melhor Atriz de Teatro, aos 80 anos Célia já estava muito rica mas nunca havia se esquicido do Teatro. Célia gravou três discos em 2 anos cujo nome era, Canções da Célia, Minha Vida, As Paixões da Vida. Na década de 60 Célia ganhou mais por Melhor Apresentadora de Programa de Variedades, e seu trabalho na musica não ficou para trás.

### Morte
No ano de 2005 bem no começo Célia descobriu que tinha Leucemia e nenhum de seus familiares estava vivo para doar orgãos, a doença de Célia piorou rapidamente, e na tarde de 5 de outubro no Hospital de São Lucas, Copacabana, Rio de Janeiro, no mesmo hospital que Dercy Gonçalves havia morrido.

## Filmografia

### Televisão
| Ano  | Titúlo                          | Personagem    | Emissora  |       |
| ---- | ------------------------------- | ------------- | --------- | ----- |
| 1954 | Variedades com Célia            | Apresentadora | Hairstily | [ 1 ] |
| 1955 | Problemas Familiares            | Apresentadora | Hairstily | [ 2 ] |
| 1956 | Problemas Familiares            | Apresentadora | Hairstily | [ 3 ] |
| 1960 | Vida e Amor                     | Maria         | Hairstily | [ 4 ] |
| 1965 | Coragem nos Medos               | Adelaide      | Hairstily |       |
| 1970 | Coração de Ouro                 | Tereza        | Hairstily |       |
| 1975 | Orgulho e Preconceito (seriado) | Edith         | Hairstily |       |
| 1980 | Amadores                        | Soraia        | Hairstily |       |
| 1985 | Pra tudo tem Solução            | Sinhazinha    | Hairstily |       |
| 1990 | Caçadores de Talentos           | participação  | Sondas    |       |
| 1995 | Problemas de Soluções           | participação  | Sondas    |       |
| 2000 | Deixe-me                        | Dª Rosa       | Hairstyli |       |

### Cinema
| Ano  | Tiúlo                | Personagem |
| ---- | -------------------- | ---------- |
| 2000 | Célia & Rosita       | Célia      |
| 1995 | Caçadores de Riqueza | Rita       |

### Teatro
| Ano  | Titúlo               | Cidade              |
| ---- | -------------------- | ------------------- |
| 1954 | Saia da Frente       | São Paulo - SP      |
| 1958 | Portas Abertas       | São Paulo - SP      |
| 1960 | Entrego-me a Verdade | São Paulo - SP      |
| 1965 | Abram Alas           | Rio de Janeiro - RJ |
| 1970 | Vida Minha           | Rio de Janeiro - RJ |
| 1975 | Bumba - Meu - Boi    | Rio de Janeiro - RJ |
| 1980 | Cidade da Religião   | Teresina - TE       |
| 1985 | Vá e não Volte       | Rio de Janeiro - RJ |